# 老巴拿馬城
老巴拿馬城（西班牙語：Panamá Viejo），是巴拿馬原始巴拿馬市的遗址，於1671年被威爾士海盗亨利·摩根摧毀。它位於當前首都的郊區。自1997年以來，它與歷史悠久的巴拿马旧城区一起成為世界文化遺產。

## 歷史
1519年8月15日，佩德羅·阿里亞斯·達維拉和另外100名居民建立了一個定居點。當時，它是太平洋上第一個永久的歐洲定居點，取代了聖瑪麗亞拉安提瓜德爾達連和阿克拉兩座城市。1521年，該定居點被皇家法令提升為城市地位，並被西班牙的查理五世授予紋章，形成了新的卡比爾多。這座城市在創建後不久就成為秘魯各種探險的起點，也是將黃金和白銀運往西班牙的重要基地。